# Frida Nilsson
Frida Nilsson (Hardemo, municipi de Kumla, comtat d'Örebro, Suècia, 16 de gener de 1979) és una autora de llibre juvenil, dobladora, traductora i presentadora de ràdio i televisió sueca.

## Vida i obra
Frida Nilsson va créixer en un medi rural que ha insipirat part de les seves obres; el seu pare, periodista i autor teatral a més de granger aficionat, va fer que s'interessés pel teatre. El seu debut com a autora fou el 2004; els seus llibres de la sèrie Hedvig estan protagonitzats per una nena anomenada Hedvig, inspirada en la seva pròpia infantesa. Altres llibres, com Apstjärnan (sobre una nena, Jonna, adoptada per una goril·la), Jag, Dante och miljonerna (on Dante, una rata que viu en un abocador, ofereix refugi a Helge, un banquer arruïnat) i Jagger Jagger (sobre un nen de vuit anys a qui fan bullying fins al dia que troba un gos abandonat, Jagger, i decideix venjar-se) són volums independents, però amb el tema comú de l'exclusió.
Els llibres posteriors (Ishavspirater, Det tunna svärdet (L'espasa afilada) i Lindormars land) tenen un to menys còmic i més fosc, però també són llibres escrits en primera persona on els nens prenen la iniciativa i resolen els seus propis problemes endinsant-se en uns mons fantàstics (el mar gelat, el regne de la mort o el de la reina serp que vol adoptar uns nens, respectivament).
Els seus llibres s'han traduït a moltes llengües i han rebut diversos premis: dos cops la BMF-plaketten (2004 per Kråkans otroliga liftarsemester, 2015 per Ishavspirater) i el premi Astrid Lindgren (2014); també les següents nominacions: nominació al Deutscher Jugendliteraturpreis per Apstjärnan (2011) i nominacions al Premi August (2006 per Hedvig och Max-Olov, 2013 per Jagger Jagger, i 2015 per Ishavspirater).

## Llibres publicats
- 2004 – Kråkans otroliga liftarsemester (Natur & Kultur)
- 2005 – Hedvig! (Natur & Kultur)
- 2005 – Apstjärnan (Natur & Kultur)
- 2006 – Hedvig och Max-Olov (Natur & Kultur)
- 2007 – Hedvig och sommaren med Steken (Natur & Kultur)
- 2008 – Jag, Dante och miljonerna (Natur & Kultur)
- 2009 – Hedvig och Hardemos prinsessa (Natur & Kultur)
- 2011 – Ryska kyssen (Rabén & Sjögren)
- 2013 – Jagger Jagger (Natur & Kultur)
- 2014 – God jul, Lilla Lök (Rabén & Sjögren)
- 2015 – Ishavspirater (Natur & Kultur)
- 2017 – Det tunna svärdet (Natur & Kultur)
- 2020 – Lindormars land (Natur & Kultur)

### Traduccions al català
- Pirates de la mar de gel. Barcelona: Viena editorial, 2018. ISBN 978-84-17998-20-2. Traducció de Ishavspirater (2015)